# Théo Lopes
Théo Fabrício Nery Lopes (Brasilia, 31 agosto 1983) è un pallavolista brasiliano, opposto del New Mater.

## Carriera
La carriera professionistica di Théo Lopes inizia nel 2002 nel Minas, con cui gioca per due stagioni. Nelle quattro stagioni successive cambia altrettante volte squadra, giocando due campionati (non consecutivi) con l'Ulbra, uno col Bento Gonçalves ed uno col Banespa. Nella stagione 2008-09 viene ingaggiato dal Cimed con cui vince la sua prima Superliga; nell'estate del 2009 esordisce nella nazionale brasiliana, vincendo la Grand Champions Cup in Giappone, dove viene ingaggiato per le due stagioni successive dai Suntory Sunbirds, con cui vince una Coppa dell'Imperatore e disputa una finale di V.Premier League. Durante l'estate del 2010 vince prima la World League e poi il campionato mondiale; l'estate successiva è finalista alla World League, dove viene anche premiato come miglior attaccante, vincitore del campionato sudamericano e si classifica al terzo posto alla Coppa del Mondo.
Nella stagione 2011-12 torna a giocare in Brasile nel RJX, con cui si aggiudica il Campionato Carioca, mentre nella stagione successiva vince sia il campionato statale che lo scudetto. Nella stagione 2013-14 viene ingaggiato dalla New Mater di Castellana Grotte, nella Serie A1 italiana, tuttavia, dopo il ritiro della società, si accasa con l'UPCN, squadra della Liga Argentina de Voleibol, con cui vince il campionato, di cui viene eletto MVP della finale e miglior straniero, la Coppa ACLAV e la Coppa Máster. Nella stagione seguente fa invece ritorno in Brasile, vestendo la maglia del Sesi per un triennio, vincendo una Coppa San Paolo.
Nel campionato 2017-18 fa ritorno in Argentina, difendendo i colori del Bolívar, con cui si aggiudica lo scudetto, mentre nella stagione 2018-19 gioca per la squadra portoghese del Benfica, nella Primeira Divisão, con cui vince la Supercoppa e la Coppa di Portogallo.

## Palmarès

### Club
- Campionato brasiliano: 2

2008-09,  2012-13
- Campionato argentino: 1

2013-14
- Coppa dell'Imperatore: 1

2010
- Coppa ACLAV: 1

2013
- Coppa Máster: 1

2013
- Coppa di Portogallo: 1

2018-19
- Campionato Carioca: 2

2011, 2012
- Coppa San Paolo: 1

2016
- Supercoppa portoghese: 1

2018

### Premi individuali
- 2011 - World League: Miglior attaccante
- 2014 - Liga Argentina de Voleibol: MVP della finale
- 2014 - Liga Argentina de Voleibol: Miglior straniero